# Ціта-Єва Функенгаузер
Ціта-Єва Функенгаузер (нім. Zita-Eva Funkenhauser, нар. 1 липня 1966) — німецька фехтувальнця на рапірах, дворазова олімпійська чемпіонка (1984 та 1988 роки), срібна (1992 рік) та бронзова (1988 рік) призерка Олімпійських ігор, триразова чемпіонка світу.

## Виступи на Олімпіадах
| Олімпіада         | Дисципліна           | Місце |
| ----------------- | -------------------- | ----- |
| Лос-Анджелес 1984 | командна рапіра      | 1     |
| Сеул 1988         | індивідуальна рапіра | 3     |
| Сеул 1988         | командна рапіра      | 1     |
| Барселона 1992    | індивідуальна рапіра | 13    |
| Барселона 1992    | командна рапіра      | 2     |